# Formulă structurală

Formula structurală a cobalaminei (vitamina B12); multe molecule organice sunt foarte complexe și nu pot fi specificate doar cu ajutorul formulei moleculare.

Formula structurală este o prezentare schematică a unei molecule, cu legăturile atomice, preluate din formula chimică. Formula structurală indică așezarea orientativă a atomilor, electronilor, scheletul moleculei în spațiu.